# Théodose le Boradiote
Théodose le Boradiote (en grec : Θεοδόσιος Α΄ Βορραδιώτης) est patriarche de Constantinople de juillet 1179 à août 1183.
Il prend le parti de la porphyrogénète Marie Comnène et de son époux le César Rénier de Montferrat lors de leur complot contre la régente Marie d'Antioche et le protosébaste Alexis Comnène. Il doit s'enfuir de Constantinople lorsque ce dernier veut le déposer, mais il rentre triomphalement dans la ville après un soulèvement populaire.
Après la prise du pouvoir par Andronic Ier Comnène, le patriarche Théodose, soutenu par quelques prélats et un petit nombre de sénateurs, s'oppose au projet du nouvel empereur de marier une de ses filles naturelles, Irène, avec Alexis, un fils naturel de l'empereur Manuel Ier Comnène, jugeant cette union comme incestueuse.
Convaincu de l'inutilité de son opposition, Théodose se retire dans son couvent de l'île de Térébinthe. Andronic Ier Comnène fait alors célébrer le mariage par l'archevêque de Bulgarie et dépose Théodose, dont le successeur, Basile II Kamatéros, s'empresse d'affirmer sa soumission à l'empereur.

## Théodose sous ManuelIer
Théodose le Boradiote est  patriarche de Constantinople de juillet 1179 à aout 1183. La date précise du début de son patriarcat n’est pas précisée. Mais on sait qu'il débute après février 1179 et avant le 30 juillet 1179 . On peut dater un peu plus précisément la fin de son règne qui se situe au mois d’aout 1183. Le nouveau patriarche de Constantinople connaitra un règne agité puisque la courte période pendant laquelle il exerce son pouvoir est marquée par une instabilité au sein de l’empire. En effet, Théodose le Boradiote doit subir le règne de trois empereurs byzantins différents. Le premier est Manuel Comnène. Durant le règne de cet empereur, entre 1143 et 1180, l’Empire byzantin est à son âge d’or. L'empereur est en fin de règne lorsque Théodose devient patriarche. Très peu d’informations sont connues sur Théodose pendant la première année de patriarcat qui fut la dernière du règne de l’empereur Manuel 1er.

## Théodose sous Alexis II Comnène
Les sources deviennent plus claires sur Théodose alors que l’empereur Manuel Comnène meurt en 1180.  Non seulement il devra s’adapter au règne d’un nouvel empereur après seulement un peu plus d’une année comme patriarche de Constantinople, mais la période de transition qui suivra la mort de Manuel Comnène sera très tumultueuse, marquée par un jeu politique d’alliance et de complot dans lequel Théodose le Boradiote devra prendre parti. En effet, le règne de Manuel fut suivi d’une régence par sa femme, Marie d’Antioche, qu’il avait épousée en 1161 puisque leur enfant était trop jeune pour régner. Cette situation de régence et la jeunesse du nouvel empereur Alexis II Comnène affaibliront très considérablement l’intégrité même de la succession de Manuel. Cela permettra notamment à d’autres membres de la famille royale de conspirer pour s’emparer de la couronne. Ce fut le cas d'Andronic 1er de Comnène, le cousin de Manuel, qui tentera de s’emparer du pouvoir. Mais c’est tout d’abord lors d’une crise où la régente Marie d’Antioche fit face à un complot fomenté par la porphyrogénète Marie Comnène et son époux, Renier de Montferrat, que l’action de Théodose aura un fort impact politique. Le patriarche se vit dans l’obligation de prendre position à partir de ce moment pour le jeune empereur Alexis II Comnène ou pour les usurpateurs. C’est véritablement à partir de la régence de Marie d’Antioche que l’on peut en apprendre plus sur les agissements de Théodose.
La raison principale qui explique le soulèvement de Marie Comnène et de son époux contre Alexis II et sa mère est le fait que celle-ci devint l’amante d’Alexis Comnène. Ce dernier devint de facto le dirigeant de l’empire puisque Alexis II est encore trop jeune. Les usurpateurs, auxquels Théodose vint prêter sa voix, redoutaient les positions politiques d’Alexis de Comnène et de sa femme qu’ils jugeaient comme étant pro-Latins. Ils craignaient également la perte de leur influence sur le pouvoir de Byzance ainsi que pour leur propre sécurité. Certains pensaient même qu'Alexis et Marie d’Antioche pourraient les faire emprisonner pour les écarter définitivement du pouvoir. Théodose le Boradiote joua un rôle extrêmement important. En effet, le patriarche agît comme  un complice lors des émeutes qui accompagnèrent la tentative de prise de pouvoir de Marie Comnène et de Renier de Montferat. Théodose abrita les rebelles dans un monastère lorsque la situation tourna en leur défaveur. Pour cette raison, Alexis de Comnène tenta de lui retirer son poste de Patriarche, mais Théodose put compter sur le support très important de la foule puisqu’un soulèvement populaire aida le patriarche à rester en poste et cela mit également une forte pression sur Alexis puisqu’une grande partie du peuple désavouait fortement la tentative de celui-ci de déposer Théodose.
Le patriarche a donc été en rivalité avec le pouvoir royal car bien qu’Alexis n’était pas empereur, c’est lui qui détenait véritablement le pouvoir. Le prestige de Théodose était tellement élevé durant cette période qu'Alexis et même Marie d’Antioche ne pouvaient pas se permettre de l’attaquer frontalement par peur réelle de perdre le soutien populaire. La tentative de prise du pouvoir de Marie Comnène et de Renier de Montferrat échoua mais la protection que leur accorda Théodose obligea Alexis à proposer une amnistie aux conspirateurs mais Marie de Comnène profita de l’amour que le peuple lui portait pour refuser une telle proposition. Alexis se maintint donc au pouvoir mais son influence fut très fortement ébranlée par cette tentative d’usurpation. C’est grâce à la complicité de Théodose qu’une révolte sanglante se produisit contre le pouvoir qui était exercé de facto par Alexis Comnène. Bien que la révolte échoua, Théodose le Boradiote réussit à se maintenir au pouvoir et conserva son titre de patriarche de Constantinople.
Un compromis finit tout de même par aboutir partiellement alors que la régente Marie d’Antioche promit d’éloigner Alexis du pouvoir et que Marie Comnène et son mari furent autorisés à retourner au palais. La régente avait promis de tenir son mari loin du pouvoir si elle et sa famille pouvaient revenir vivre au palais. Or elle ne tint pas cette promesse et Alexis pu continuer de contrôler l'empire sans l'intervention de personne. Il tenta tout de même d’exiler Théodose mais cela échoua. Outre l’amour du peuple pour sa personne, le prêtre pouvait compter sur l’appui et l’intervention de la régente Marie d’Antioche ainsi que d’autres membres importants de la famille impériale. Malgré le fait qu’il avait ouvertement chercher à défendre des rebelles contre l’entourage de l’empereur, Théodose était trop aimé pour être destitué et continuera d’exercer les responsabilités de son importante position bien qu'il se soit opposé à celui qui détenait réellement le pouvoir au sein de l’empire. La situation était dans une impasse et le pouvoir était extrêmement fragilisé.

## Théodose sous Andronic 1er
Le règne de Théodose ne deviendra pas pour autant plus calme car un autre conspirateur tentera de s’imposer pour prendre le pouvoir impérial: Andronic 1er de Comnène, un cousin de l’empereur Manuel Comnène. Il réussit à lever une armée en 1182 pour s’emparer du trône qui était détenu encore officiellement par le jeune Alexis II Comnène. Andronic 1er réussit à prendre le pouvoir grâce aux faibles appuis qu’avaient la régente Marie d’Antioche et son amant Alexis Comnène dans la population. Théodose le Boradiote va donc encore une fois se retrouver en opposition avec le pouvoir. Cependant, il est cette fois en opposition avec un futur empereur âgé et expérimenté qui réussit très rapidement à asseoir son pouvoir. La raison principale de cette opposition entre le patriarche de Constantinople et le futur nouvel empereur était que celui-ci tenta de marier sa fille illégitime Irène avec le fils illégitime de l’ancien empereur Manuel Comnène et que Théodose s’opposa fermement à cette union à cause du degré de parenté de ces deux personnes. Andronic 1er étant très autoritaire, il ne permit pas que le patriarche de Constantinople puisse contredire ses décisions. Théodose décida donc d’abdiquer lorsqu’il s’aperçut que son opposition au nouvel empereur n’aboutirait pas. On peut dater son exclusion volontaire au mois d’août 1183 car il n’était plus patriarche au moment du couronnement d’Andronic le 3 septembre 1183, mais il était encore en poste au moment de l’expulsion de la régente Marie d’Antioche en juillet ou août 1183. Les sources disponibles n’indiquent pas ce qui advint de Théodose après sa démission. On sait seulement qu’il est mort après 1183 après s’être retiré dans son couvent Térébinthe.